# إليانور بلوم
إليانور بلوم (بالإنجليزية: Eleanor Blum)‏ هي عالمة أمريكية، ولدت في 18 مارس 1909، وتوفيت في 7 يوليو 2011.